# Elimaea lamellipes
Elimaea lamellipes är en insektsart som beskrevs av Morgan Hebard 1922. Elimaea lamellipes ingår i släktet Elimaea och familjen vårtbitare. Inga underarter finns listade i Catalogue of Life.